# Githopsis tenella
Githopsis tenella är en klockväxtart som beskrevs av Nancy Ruth Morin. Githopsis tenella ingår i släktet Githopsis och familjen klockväxter. Inga underarter finns listade i Catalogue of Life.